# Bony del Manyer
El Bony del Manyer és una muntanya de 2.809 metres que es troba entre els municipis de Bellver de Cerdanya i de Meranges, a la comarca de la Baixa Cerdanya.